# 戦功十字章

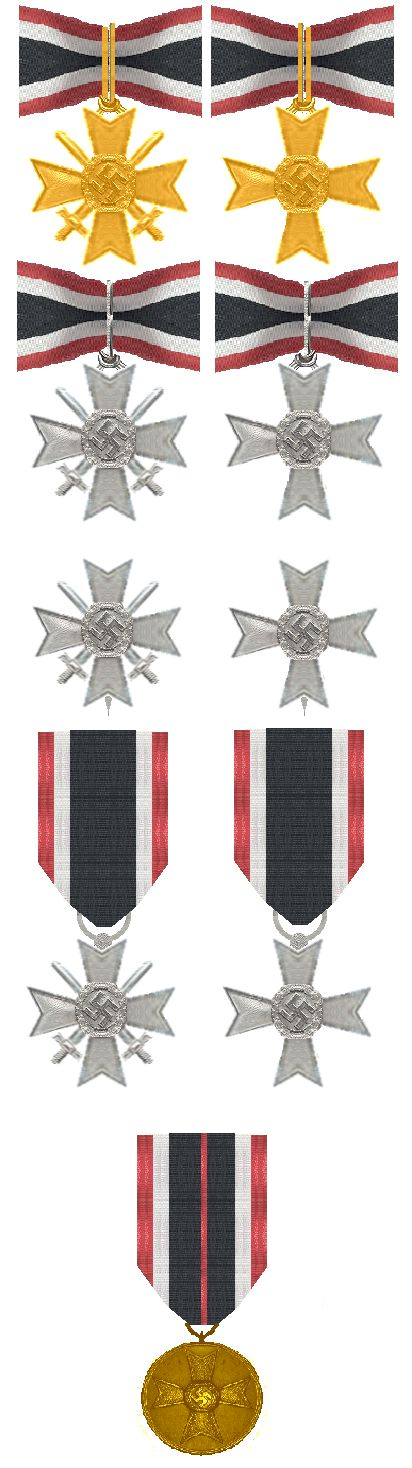
左上から順に
剣付黄金騎士戦功十字章。黄金騎士戦功十字章
剣付騎士戦功十字章。騎士戦功十字章
剣付一級戦功十字章。一級戦功十字章
剣付二級戦功十字章。二級戦功十字章
戦功十字章(民間人用）

戦功十字章（せんこうじゅうじしょう、ドイツ語: Kriegsverdienstkreuz, 略章KVK）は第二次世界大戦中のドイツの勲章。直接の戦闘における戦功が鉄十字章の授与で評価されたのに対し、後方での戦功はこの勲章の授与で評価された。

## 制定
1939年9月18日に制定された。
剣付きと剣無しの戦功十字章が存在し、前者は戦闘での功績、後者は非戦闘での功績に対する物とされていた。それぞれに二級十字章、一級十字章、騎士十字章、黄金騎士十字章のランクが存在した。このうち騎士十字章のランクは1940年8月19日に制定され、民間人用の戦功十字章のマークが入った戦功メダル(en)もこの時に制定された。また黄金騎士十字章のランクは1944年10月13日にアルベルト・シュペーアの提案により制定され、1945年4月20日にシュペーアがフランツ・ハーネ(de)とカール・ザウアー(de)の二名に対して授与している。
なお戦功十字章の体系外であるが、ドイツ十字章銀章が一級戦功十字章と騎士戦功十字章の中間に位置する勲章として存在していた。

## デザイン
マルタ十字型の勲章で中心はハーケンクロイツを葉冠が囲むデザインになっている。二級と騎士章は裏側と表側がほぼ同じデザインになっているが、裏側の葉冠の中は1939という勲章の制定年が入っている。一級は裏側がピンのバッジになっている。

## 授与
警察任務、強制収容所や捕虜収容所の勤務、兵器開発、増産、国民の士気高揚など様々な功績に対して授与があった。受章者も軍人、警察、官僚、企業家、民間人と幅広い。
受章者が軍人の場合には陸海空軍司令官、あるいはその委任を受けた師団長が授与を行う。受章者が軍人以外の場合は閣僚か大統領府官房長官が行う。ただし騎士級の授与はアドルフ・ヒトラーが直接行った。
黄金騎士章の受章者は2名しかいない。剣なし騎士戦功十字章は約140名、剣付き騎士戦功十字章は約120名が受章している。

## 佩用式
鉄十字章と同様に2級と騎士章に綬（リボン）があり、綬は国家色の黒白赤を基調としてデザインされている。鉄十字章の綬は中心が赤だが、戦功十字章の綬は黒が中心となっている。
鉄十字章と同様に2級は綬を前合わせのボタンホールから斜めに佩用、1級は綬がなく左胸に佩用、騎士章は綬を使って襟元に佩用した。
また、既に一級鉄十字章を授章している際は、例外として右胸に一級戦功十字章を佩用することがあるが、ドイツ十字章が右胸に付けられている場合は一級鉄十字章の下に佩用される事が多かった。

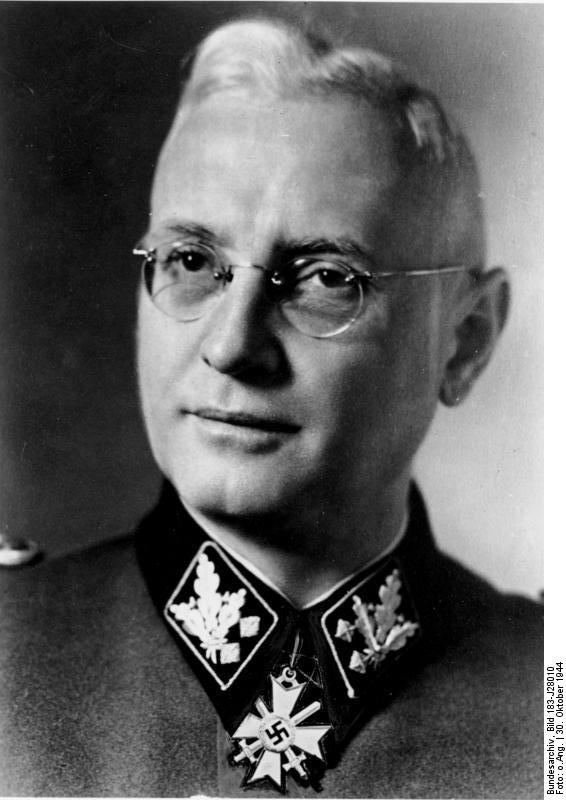
騎士戦功十字章を佩用するハンス・ユットナー
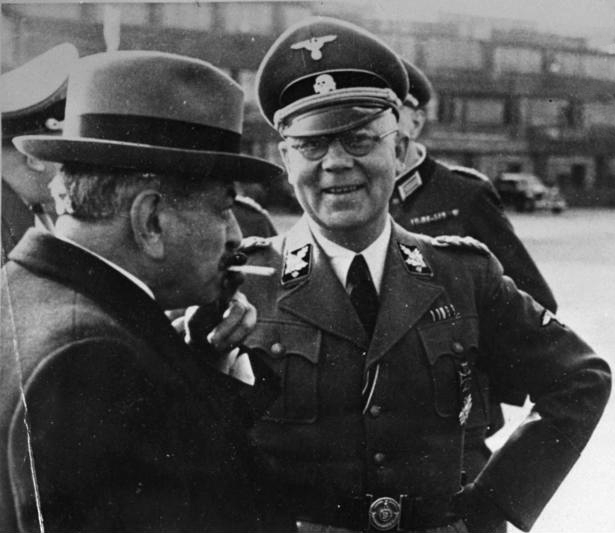
二級戦功十字章の略綬をボタンホールに着用しているカール・オーベルク

## 主な騎士章受章者
- エルンスト・カルテンブルンナー[3]
- ゴットロープ・ベルガー[7]
- ヴォルフ＝ハインリヒ・フォン・ヘルドルフ[8]
- ハインリヒ・ミュラー[3]
- ハンス・ユットナー[9]